# Akai Me No Kagami
Akai Me No Kagami: Live '79 è il primo album dal vivo del gruppo musicale rock progressivo giapponese Shingetsu.
Anche se registrato il 25 e 26 luglio 1979 allo Shiba ABC Hall di Tokyo, venne pubblicato nel 1994.

## Tracce
1. Oni – 10:45
2. The Other Side Of Morning / Influential Street – 8:50
3. Afternoon - After The Rain – 4:30
4. Fragments Of The Dawn – 7:14
5. Fui No Tabidachi – 11:00
6. Shojo Wa Kaerenai – 5:04
7. Akai Me No Kagami / Satsui Eno Funade – 20:54
8. Night Collector – 5:00

Durata totale: 73:17

## Formazione
- Makoto Kitayama – voce
- Akira Hanamoto – tastiere
- Haruhiko Tsuda – chitarra
- Shizuo Suzuki – basso
- Naoya Takahashi - batteria

Altri musicisti
- Takashi Kokubo – tastiere e programmazione sintetizzatori

Dati tratti dalla copertina dell'album.